# Oberbeck (Hückeswagen)
Oberbeck ist eine Hofschaft in Hückeswagen im Oberbergischen Kreis im Regierungsbezirk Köln in Nordrhein-Westfalen (Deutschland).

## Lage und Beschreibung
Oberbeck liegt im nördlichen Hückeswagen nahe Radevormwald.
Nachbarorte sind Kirschsiepen, Niederdahlhausen, Herweg, Mittelbeck, Vormwald, Fockenhausen, Scheuer und Pleuse. Die Ortschaft ist über eine Zufahrtsstraße erreichbar, die bei Herweg von der Bundesstraße 483 (B483) abzweigt.
Bei Oberbeck entspringt der Bach Mittelbeck, ein Zufluss des Leiverbachs.

## Geschichte
1487 wurde der Ort das erste Mal urkundlich erwähnt: „Kerstge zo der Beck“ ist aufgeführt in der Auftragung (Darlehnsliste) für Herzog Wilhelm III. von Berg. Schreibweise der Erstnennung: Beck. Die Karte Topographia Ducatus Montani aus dem Jahre 1715 zeigt den Hof als o.Bech. Im 18. Jahrhundert gehörte der Ort zum bergischen Amt Bornefeld-Hückeswagen.
1815/16 lebten 19 Einwohner in Beck, es wird in der Quelle nicht zwischen Ober-, Mittel- und Niederbeck unterschieden. 1832 gehörte Beck, ebenfalls nicht zwischen Ober-, Mittel- und Niederbeck unterschieden, der Herdingsfelder Honschaft an, die ein Teil der Hückeswagener Außenbürgerschaft innerhalb der Bürgermeisterei Hückeswagen war. Der laut der Statistik und Topographie des Regierungsbezirks Düsseldorf als Weiler kategorisierte Ort besaß zu dieser Zeit fünf Wohnhäuser und acht landwirtschaftliche Gebäude. Zu dieser Zeit lebten 23 Einwohner im Ort, allesamt evangelischen Glaubens.
Im Gemeindelexikon für die Provinz Rheinland werden 1885 fünf Wohnhäuser mit 26 Einwohnern angegeben. Der Ort gehörte zu dieser Zeit zur Landgemeinde Neuhückeswagen innerhalb des Kreises Lennep. 1895 besitzt der Ort fünf Wohnhäuser mit 27 Einwohnern, 1905 fünf Wohnhäuser und 27 Einwohner.

## Wander- und Radwege
Folgende Wanderwege führen an dem Ort vorbei:
- Der Ortswanderweg ▲ vom Radevormwalder Zentrum nach Purd